# مالكوم سبيد
مالكوم سبيد (14 سبتمبر 1948 بملبورن في أستراليا - )  (بالإنجليزية: Malcolm Speed)‏ هو لاعب كريكت أسترالي.

## وصلات خارجية
- مالكوم سبيد على موقع إي آس بي آن كريك إنفو (الإنجليزية)
- مالكوم سبيد على موقع قاعة أستراليا للمشاهير الرياضية (الإنجليزية)